# Campeonato Pan-Pacífico de 2008

Campeonato Pan-Pacífico 2008 é a primeira edição do Campeonato Pan-Pacífico, competição internacional de futebol disputada entre países da Ásia, América do Norte e Oceania.

## Tabela
|  | Semifinais                              | Semifinais                              |   |                                         | Final                                   | Final |  |
|  |                                         |                                         |   |                                         |                                         |       |  |
|  | 20 Fevereiro – Honolulu (Aloha Stadium) |                                         |   |                                         |                                         |       |  |
|  | Gamba Osaka                             | 1                                       |   |                                         |                                         |       |  |
|  | Los Angeles Galaxy                      | 0                                       |   |                                         |                                         |       |  |
|  |                                         |                                         |   |                                         |                                         |       |  |
|  |                                         |                                         |   |                                         | 23 Fevereiro – Honolulu (Aloha Stadium) |       |  |
|  |                                         |                                         |   |                                         | Gamba Osaka                             | 6     |  |
|  |                                         | Houston Dynamo                          | 1 |                                         |                                         |       |  |
|  |                                         |                                         |   |                                         |                                         |       |  |
|  |                                         |                                         |   |                                         |                                         |       |  |
|  |                                         |                                         |   |                                         | Terceiro lugar                          |       |  |
|  | 20 Fevereiro - Honolulu (Aloha Stadium) | 20 Fevereiro - Honolulu (Aloha Stadium) |   | 23 Fevereiro - Honolulu (Aloha Stadium) | 23 Fevereiro - Honolulu (Aloha Stadium) |       |  |
|  | Houston Dynamo                          | 3                                       |   | Los Angeles Galaxy                      | 2                                       |       |  |
|  | Sydney FC                               | 0                                       |   |                                         | Sydney FC                               | 1     |  |